# Гомельский троллейбус
Гомельский троллейбус (бел. Гомельскi тралейбус) — троллейбусная сеть в Гомеле, открытая 20 мая 1962 года и ставшая второй в Беларуси после Минска. В 2011 году на долю троллейбусов приходилось 45 % городских пассажирских перевозок.
В 2015 году гомельские троллейбусы перевезли 69 млн пассажиров.

## История
В 1961 году было образовано Троллейбусное управление Гомеля. Практически сразу началось строительство троллейбусного депо и контактно-кабельной сети, были закуплены 10 троллейбусов марки ЗиУ-5. В Минске прошла обучение группа водителей. 20 мая 1962 года был открыт первый троллейбусный маршрут «Вокзал» — «Троллейбусный парк» (позже продлён до «САЛЕО-Гомель», а уже — до Оранжерейной). Первый троллейбус прошёл по улицам Советской, Трудовой и проспекту Ленина. Таким образом, Гомель стал вторым городом БССР, получившим троллейбусное сообщение.
В 1964 году открыто троллейбусное движение по улицам Рогачёвской, Полесской, Богдана Хмельницкого (до Торгового оборудования), Интернациональной, Барыкина (до Торгового оборудования), Речицкому проспекту (до Фестиваля). Продлена линия по улице Советской и Федюнинского до завода Гидроавтоматика.
В 1969 году по улицам Фрунзе и Ильича проложена линия на левый берег Сожа, которая связала Новобелицкий район с остальным городом. Торжественное открытие маршрута прошло у кинотеатра «Мир». Во время первого рейса в троллейбусе играл духовой оркестр. В 1970 году линия была продлена до завода «Центролит» линия на улице Барыкина. В 1971 году была проложена контактная сеть по улице Победы.
В 1975 году был открыт второй троллейбусный парк на 100 машин. Проложена новая линия по проспекту Октября. В 1977 году по новому путепроводу на проспекте Космонавтов обеспечен троллейбусным сообщением крупный жилой район Гомсельмаш. В 1982—1984 годах по улице Ефремова линия на Сельмаше продлена до завода самоходных комбайнов. Открыта линия по улицам Малайчука и Крупской.
В 1985 году по улице Каменщикова была проложена линия в Волотову. Продлены до Химзавода и соединены через улицу Объездную линии по улице Барыкина и Речицкому шоссе. Линию по Речицкому шоссе планировалось открыть ранее, но за несколько дней до открытия контактную сеть украли. В 1990 году через промзону была проложена линия по улице Могилёвской. Часть её не эксплуатировалась на протяжении с начала 2000-х годов до 2021 года.
8 сентября 2007 года была проложена линия по улицам Хатаевича и Мазурова через новые жилые массивы Гомеля. 15 декабря 2010 года была открыта линия по улицам Огоренко, Свиридова, Чечерской.
В 2011 году удельный вес троллейбуса в городских пассажирских перевозках составлял 45 %.
В декабре 2016 года была завершена эксплуатация троллейбусов АКСМ-101.
8 января 2019 года с помощью троллейбусов с увеличенным автономным ходом АКСМ-321D, был обеспечен троллейбусным сообщением жилой микрорайон «Шведская горка», а также участок от Д/П «Волотова» до Д/П «микрорайон Клёнковский». Таким образом троллейбусное движение было открыто по улицам Карбышева, Пенязькова, Гельман, Братьев Лизюковых. (1 марта 2021 года движение троллейбусов на участке от Д/П «Волотова» до Д/П «микрорайон Клёнковский» было прекращено из-за экономической нецелесообразности в связи с низким пассажиропотоком).
14 января 2019 года была завершена эксплуатация троллейбусов ЗиУ-682.
4 января 2021 года открыто троллейбусное движение на разворотном кольце «Корпус литья». На разворотном кольце «Корпус литья» нет контактной сети, поэтому там работали троллейбусы с увеличенным автономным ходом АКСМ-321D. Однако уже с 27 января в эксплуатацию была запущена контактная сеть, которая была законсервирована около 20 лет. Таким образом троллейбусное движение на данном участке возобновлено с возможностью движения троллейбусов от контактной сети.
1 апреля 2021 года была завершена эксплуатация единственного троллейбуса модели АКСМ-213 № 1653.
4 сентября 2021 года было открыто троллейбусное движение по улице Механической до конечной остановки «Посёлок Новая жизнь». На данном участке нет контактной сети, поэтому, там работают троллейбусы с увеличенным запасом автономного хода.
В 2022 году троллейбусная сеть города по протяжённости линий и пассажиропотоку являлась второй по величине в Белоруссии, уступая лишь минской. Гомельский парк насчитывает 197 пассажирских троллейбусов. Электрифицированы и покрыты троллейбусным сообщением без около 70 км гомельских улиц. В маршрутную сеть входит 29 основных и 7 дополнительных маршрутов, соединяющих между собой все районы Гомеля. Плановый выпуск на линию в рабочие дни составлял 156 троллейбусов с ежедневным объёмом перевозки пассажиров — 124 тыс. человек, что составляло 36,1 % пассажирских перевозок города.
4 ноября 2023 года было открыто троллейбусное движение на участке до остановки «Микрорайон „Южный“». На участках между «Кристаллом» и «Южным» также отсутствует контактная сеть, поэтому, там работают троллейбусы с увеличенным автономным ходом.
В конце ноября 2023 года, стало известно что «Горэлектротранспорт», троллейбусный перевозчик Гомеля, войдёт в состав «Гомельоблавтотранса». Было объявлено что это позволит сократить расходы на обслуживание транспортных средств и инфраструктуры, уменьшить конкуренцию между автобусами и троллейбусами, создать единого областного перевозчика с централизованной системой управления транспортом и общей диспетчерской службой, оптимизировать маршрутную сеть (под этим понятием подразумевают обычную отмену маршрутов и рейсов без их добавления в другом месте).
С 1 апреля 2025 троллейбусный маршрут № 1 Вокзал — САЛЕО-Гомель (самый старый маршрут, открытый 20 мая 1962 года, который ранее ходил по маршруту Вокзал — Троллейбусный парк) был продлён до улицы Оранжерейная. Данному маршруту присвоено наименование № 1 Вокзал — улица Оранжерейная (по будним дням). Отныне в этот же самый день открыто троллейбусное движение по улице Юбилейная и Кожара. Там с 1 апреля вместо автобусного маршрута № 72, запущен троллейбусный маршрут № 18 Посёлок Новая Жизнь (кольцевой). Данный маршрут обслуживают троллейбусы с увеличенным автономным ходом, так как на улице Юбилейная и Кожара нет контактной сети.
С 1 июня 2025 года вместо автобусного маршрута № 1 Вокзал — Микрорайон Любенский будет запущен новый троллейбусный маршрут № 28 Вокзал — Микрорайон Любенский. На участке «Улица Быховская — Микрорайон Любенский» нет контактной сети, поэтому там будут ходить троллейбусы с автономным ходом. Маршрут № 28 будет ходить через проспект Ленина, Интернациональной, Барыкина, проезд Куйбышевский, Богдана Хмельницкого, и 60 лет СССР. 
С июня 2025 года списаны все троллейбусы БКМ-201. 
| Перевезено пассажиров за год, млн                                                               |
| Графики недоступны из-за технических проблем. См. информацию на Фабрикаторе и на mediawiki.org. |

| Количество троллейбусов                                                                         |
| Графики недоступны из-за технических проблем. См. информацию на Фабрикаторе и на mediawiki.org. |

## Эксплуатирующая организация
Троллейбусное сообщение осуществляется филиалом «Горэлектротранспорт» ОАО «Гомельоблавтотранс», в состав которого входят два троллейбусных депо общей вместимостью 225 машино-мест с технологическим оборудованием, энергослужба, обслуживающая 29 линейных тяговых подстанций и 151.2 км контактной сети, гараж, насчитывающий 44 единицы техники, строительный участок. Социальная сфера предприятия включает в себя 2 общежития на 450 койко-мест, 2 столовые, буфет, здравпункт, спортивно-оздоровительный комплекс.

## Контактная сеть
Количество линейных тяговых подстанций (ЛТП) составляет 25
- ЛТП 1 — местонахождение — ул. Троллейбусная (Троллейбусный парк № 1);
- ЛТП 2 — ул. Рогачёвская;
- ЛТП 3 — ЗИП (Интернациональная ул.);
- ЛТП 4 — Полесская ул.
- ЛТП 5 — пр-д Куйбышевский;
- ЛТП 6 — ул. Ильича;
- ЛТП 7 — ул. Барыкина;
- ЛТП 8 — Объездная ул.
- ЛТП 9 — Вокзал (Привокзальная площадь);
- ЛТП 10 — пр. Октября (ОАО «Татьяна»);
- ЛТП 11 — проспект Космонавтов (Сельмаш);
- ЛТП 12 — ул. Каменщикова (Волотова);
- ЛТП 13 — ул. Тимофеенко (ст. Аэродром);
- ЛТП 14 — Р/К «парк Фестивальный»;
- ЛТП 15 — Могилёвская ул.
- ЛТП 16 — Р/К «Корпус литья»;
- ЛТП 17 — ул. Ефремова;
- ЛТП 18-23 не находятся в эксплуатации (большинство из них только в проекте и не построены до сих пор — несколько подстанций законсервированы на стадии строительства);
- ЛТП 24 — мкр-н Мельников луг;
- ЛТП 25 — Волотова.

Общая мощность тяговых подстанций — 34 270 кВт/час. Все подстанции работают в автоматическом режиме под управлением комплекса телемеханики «Сириус».

## Троллейбусные парки
Троллейбусный парк № 1 на 125 машин был открыт в 1962 году, с открытием в Гомеле троллейбусного сообщения. Он расположен в северо-западной части города (ул. Троллейбусная, 1) и обслуживает маршруты центральной, северной и юго-восточной частей города: 1, 3, 4, 4б, 5, 5а, 5б, 5в, 5г, 5д, 9, 10, 12, 15, 16, 17, 20, 21, 24, 25, 26, 27, 28, 103, 105, БИНКО
Троллейбусный парк № 2 на 100 машин был открыт в 1975 году. Расположен в юго-западной части города (ул. Барыкина, 319) и обслуживает маршруты южной и центральной частей города: 2, 3, 5, 5а, 5б, 5в, 5г, 5д, 6, 7, 7а, 8, 11, 11б, 11в, 12, 12а, 14, 19, 19а, 20, 23, 24, 25, 27, 104, ЛИЧИ

## Подвижной состав
Первыми моделями троллейбусов на гомельских улицах были ЗиУ-5. За свой вклад в развитие пассажирских перевозок в Гомеле одна из машин была выставлена в Троллейбусном парке № 1 в качестве экспоната.
В Гомеле эксплуатировались троллейбусы моделей МАЗ-203Т, АКСМ-321, АКСМ-201. Парк машин города регулярно обновлялся. Так, в период 1997—2007 годов было поставлено 80 троллейбусов модели АКСМ-201. С декабря 2006 года велась закупка моделей АКСМ-321. С 2009 года закупалась рестайлинговая версия АКСМ-321.
В 2016 году планировалось списать все троллейбусы старше семи лет.
В 2016 году был закуплен один троллейбус АКСМ-321D, способный двигаться без подключения к контактной сети более 15 километров. В 2017 году был закуплен ещё один троллейбус АКСМ-321D в новом рестайлинге, способный двигаться без подключения к контактной сети более 20 километров. В 2018 году было закуплено ещё два троллейбуса АКСМ-321D. В августе 2019 года поступил первый в Гомеле троллейбус производства МАЗ — МАЗ-203Т.
В 2019 году троллейбусные маршруты стали обслуживаться исключительно машинами белорусского производства.
В разное время в Гомеле эксплуатировались различные модели троллейбусов:
- ЗиУ-5 (1962—1985);
- ЗиУ-5Г (1962—1987);
- ЗиУ-5Д (1963—1992);
- ЗиУ-682Б (1972—1990);
- ЗиУ-682В (1976—2008);
- ЗиУ-682В00 (1984—2010);
- ЗиУ-682В-012 [В0А] (1987—2010);
- ЗиУ-682Г00 (1991—2011);
- АКСМ-100 (ЗиУ-АКСМ) (1993—2009);
- АКСМ-101 (1994—2010);
- АКСМ-101А (1996—2010);
- АКСМ-101ПС (1997—2015);
- ЗиУ-682 КВР БКМ (1997—2019);
- ЗиУ-682Г-012 [Г0А] (2001—2014);
- АКСМ-101М (1997—2016);
- БКМ-20100 (1996—2022)
- БКМ-20101 (с 1998);
- БКМ-213 (2002—2021);
- БКМ-201А7 (с 2005);
- БКМ-32102 (с 2006);
- БКМ-32100 (с 2007);
- БКМ-32100D (с 2016);
- МАЗ-203Т70 (с 2019);
- МАЗ-303 (с 2021)
- МАЗ-303Т (с 2024).

| ЗиУ-5                                     | ЗиУ-682         | АКСМ-101        | АКСМ-201  | АКСМ-213  | АКСМ-321               | МАЗ-203Т               | МАЗ-303Т               |
| ----------------------------------------- | --------------- | --------------- | --------- | --------- | ---------------------- | ---------------------- | ---------------------- |
| 1962—1988                                 | 1972—2019       | 1995—2016       | с 1997    | 2002—2021 | с 2006                 | с 2019                 | c 2024                 |
| Имеется 1 троллейбус в качестве памятника | 0               | 0               | 0         | 0         | 159                    | 21                     | 27                     |
| 1962—1972                                 | 1972—1995, 2001 | 1995—1998, 2000 | 1997—2007 | 2002      | 2006 — настоящее время | 2019 — настоящее время | 2024 - настоящее время |
|                                           |                 |                 |           |           |                        |                        |                        |

ЗиУ-9
Некогда[когда?] эта модель ЗиУ-9 составляла основу троллейбусного состава города Эксплуатируя 300 единиц 1973—2001 годов выпуска. Последний троллейбус ЗиУ-682 в Гомеле № 2652 был списан и утилизирован в июле 2020 года.
АКСМ-213
В городе имелся один сочленённый троллейбус — АКСМ-213 с бортовым номером 1653, покупка которого была приурочена к 40-летию Горэлектротранспорта (2002 год). № 1653 является первым троллейбусом этой модели, выпущенным на заводе «Белкоммунмаш». Однако модель не прижилась, так как было решено, что закупка сочленённых троллейбусов не оправдывает средства. Также это был последний линейный АКСМ-213 в Белоруссии. С марта 2021 года троллейбус был отстранён от эксплуатации и в 2022 году списан с последующей утилизацией.
АКСМ-420
С 15 декабря 2010 года, в честь открытия новой троллейбусной линии, около недели по маршруту № 16 курсировал уникальный для Гомеля АКСМ-420. В связи с отсутствием компостеров в салоне троллейбуса работал кондуктор. После недели работы троллейбус был возвращён в Минск, так как у «Горэлектротранспорта» не хватило средств, чтобы купить троллейбус.
МАЗ-203Т
13 августа 2019 года в троллейбусное депо № 2 поступил первый в Гомеле троллейбус производства завода МАЗ — МАЗ-203Т, получил бортовой номер № 2855. Троллейбус синего цвета, имеет возможность автономного хода — более 15 км.
В ноябре 2022 года в троллейбусное депо № 1 поступили два новых троллейбуса производства завода МАЗ — МАЗ-203Т, получили бортовые номера № 1860 и № 1861, имеют возможность автономного хода — более 15 км.
В конце декабря 2022 года в троллейбусное депо № 1 и в троллейбусное депо № 2 поступило ещё четыре троллейбуса МАЗ-203Т, получили бортовые номера № 1862, № 1865, № 2863 и № 2864. Троллейбусы салатового цвета, также имеют возможность автономного хода — более 15 км.
В начале января 2023 года в троллейбусное депо № 1 и в троллейбусное депо № 2 поступило ещё четыре троллейбуса МАЗ-203Т с бортовыми номерами № 1866, 1867, 2868, 2869. Также салатового цвета и имеют автономный ход более 15 км.
В конце декабря 2023 года в троллейбусное депо №1 поступило ещё два троллейбуса МАЗ-203Т с бортовыми номерами 1871 и 1872 синего цвета, имеющие автономный ход более 15 км.
В начале января 2024 года в троллейбусное депо № 2 поступил ещё один троллейбус МАЗ-203Т с бортовым номером 2873 синего цвета, также имеет возможность автономного хода более 15 км.
МАЗ-303Е10
3 июля 2021 года в троллейбусное депо № 1 поступил первый электробус МАЗ-303, получил бортовой номер № 1858. Электробус зелёного цвета и с надписью «Электробус». Имеют возможность автономного хода — более 300 км. 
МАЗ-303Т
С декабря 2024 года в троллейбусное депо № 1 и троллейбусное депо № 2 поступило два троллейбуса МАЗ-303Т20 с бортовыми номерами 1876 и 2877, имеют возможность автономного хода. С 2025 года с троллейбусное депо № 1 и в троллейбусное депо № 2 поступило ещё 10 троллейбусов МАЗ-303Т20 третьего поколения. 
С мая 2025 года в троллейбусное депо № 1 и троллейбусное депо № 2 поступило 15 троллейбусов МАЗ-303Т22. Отличаются от моделей МАЗ-303Т20 характеристикой автономного хода: в моделях МАЗ-303Т22 он не увеличенный, а только аварийный - для передвижения на короткие отрезки с небольшой скоростью для объезда препятствий. Таким образом, новые троллейбусы используются на «классических» маршрутах, вся трасса которых проходит под проводами. Новые троллейбусы моделей МАЗ-303Т22 поступили в одинаковой комплектации — зелёная окраска. 

### Тематические троллейбусы
В 2010 году по маршруту № 1 Вокзал — Завод «Гидропривод» начал курсировать троллейбус футбольного клуба «Гомель», раскрашенный в цвета клуба, на маршрутоуказателе которого высвечивалась надпись «Гомель, вперёд!».
В салоне троллейбуса пассажиры могли ознакомиться со всей интересующей болельщиков футбольной информацией — от календаря игр до личных страничек каждого футболиста. Создание фирменного футбольного троллейбуса было приурочено к 100-летию со дня первого официального футбольного матча, который был сыгран в Гомеле. Таким образом руководство клуба надеялось повысить интерес гомельчан к выступлениям ведущей команды региона. Курсировал по маршруту № 1, реже — по маршруту № 20. Троллейбус работал на линии до 2017 года. В 2022 году на улицах города вновь появился именной троллейбус ФК «Гомель»
17 сентября 2011 года на линию вышел троллейбус, посвящённый истории Гомеля — «Гомель исторический». Борта троллейбуса были украшены историческими панорамами Гомеля, а в салоне размещена историческая информация: фотографии старых зданий, встречающихся на маршруте, и краткая о них справка. Стилизована под начало XX века схема движения троллейбуса по маршруту, выписка из правил пользования троллейбусом и все прочие информационно-указательные таблички. Водитель также одет по моде тех лет. Во время следования по маршруту, речевой информатор рассказывает о улицах и зданиях вдоль которых следует троллейбус. Курсирует по маршруту № 1 «Вокзал» — «Гидропривод». Одновременно с выпуском на линию троллейбуса, в продажу поступили сувенирные талоны на одну поездку: на них нанесены изображения скульптурной группы «Первый гомельчанин», также известной как «Лодочник», и первого гомельского троллейбуса. На обратной стороне приведены факты из истории города.
В мае 2012 года — к 50-летию открытия троллейбусного движения в Гомеле — был введён в эксплуатацию троллейбус, посвящённый истории развития электрического транспорта в Гомеле. Проработал в статусе «Именной троллейбус» до 2017 года.
В 2014 году был запущен троллейбус «Аллея Героев Гомеля», посвящённый урождённым на Гомельщине Героям Советского Союза, которые участвовали в Великой Отечественной войне. В салоне троллейбуса была размещена информация про каждого из них.
В 2015 году начал работу троллейбус Белорусского республиканского союза молодёжи (БРСМ).
20 мая 2017 года был запущен троллейбус АКСМ-321 «Сябар», посвящённый юбилею гомельского троллейбуса, внутри которого описана вся 55-летняя история троллейбусного движения в Гомеле. Снаружи передняя часть машины оформлена в виде ЗиУ-5Д (размещённом ТП № 1 в качестве экспоната), задняя часть в виде АКСМ-420.

## Маршрутная сеть
Маршрутная сеть Гомеля включает в себя 34 основных маршрута, а также 4 маршрут с буквой «а» и 3 с буквами «б» в дополнительных маршрутах: 2 маршрута с буквой «а» 1 маршрут с буквой «в», 1 с буквой "д" и 1 с буквой "з", которые, в большинстве своём, являются укороченными версиями основных маршрутов и используются в межпиковое время и в выходные дни, а также при следовании троллейбусов в парк.

### Список маршрутов[21]
- 1 Вокзал — Улица Оранжерейная (будни, через Советскую и Федюнинского)
- 1а Вокзал — «САЛЕО-Гомель» (на обед)
- 2 Технический университет — Цирк (ежедневно)
- 3 Солнечная — Крышталь (будни)
- 4 Вокзал — Завод литья и нормалей (ежедневно)
- 4б Вокзал — Корпус литья (будни)
- 5 Вокзал — Микрорайон «Южный» (ежедневно)
- 5а Микрорайон «Южный» → Вокзал (будни, через Зайцева и Севастопольскую)
- 5б Вокзал — Микрорайон «Южный» (будни, через школу № 73)
- 5в Микрорайон «Южный» — Школа № 73 (будни, дополнительный)
- 5д Микрорайон «Южный» → Крышталь (ежедневно, дополнительный)
- 6 Химзавод — Технический университет (будни, до Технического университета, через Объездную улицу, до Химзавода, через улицу Барыкина)
- 7 Вокзал — Химзавод (ежедневно)
- 7а Вокзал — Троллейбусное депо № 2 (ежедневно)
- 8 Технический университет — Фабрика 8 Марта (ежедневно. Самый короткий маршрут)
- 9 «САЛЕО-Гомель» — Микрорайон «Клёнковский» (будни)
- 10 Вокзал — «САЛЕО-Гомель» (ежедневно, через улицу Ефремова, Фадеева, Богданова/Дворникова, проспект Космонавтов и Полесской)
- 10а Вокзал — Улица Оранжерейная (выходные, временно изменён)
- 11 Завод литья и нормалей — Технический университет (будни)
- 11б Завод литья и нормалей — Солнечная (будни)
- 11в Завод литья и нормалей → Парк "Фестивальный" (будни, дополнительный)
- 11з Завод литья и нормалей → Троллейбусное депо № 1 (выходные, ночной, через Ефремова, Советскую, Рогачёвскую и Полесскую.)
- 12 «САЛЕО-Гомель» — Солнечная (будни, через улицу Ефремова, проспекту Космонавтов, Богдана Хмельницкого, Студенческая и Речицкому проспекту)
- 12а «САЛЕО-Гомель» → Технический университет → Солнечная (будни, точно также как 12, дополнительный)
- 14 Химзавод — Технический университет (будни, до Технического университета, через улицу Барыкина, до Химзавода, через Объездную улицу)
- 15 Вокзал — Волотова (ежедневно)
- 16 Вокзал — Микрорайон «Клёнковский» (ежедневно)
- 17 Микрорайон «Клёнковский» — Стадион «Гомсельмаш» (ежедневно)
- 18 пос. Новая Жизнь — Дворец лёгкой атлетики (будни, по ул. Юбилейной и Кожара)
- 19 Вокзал — Солнечная (ежедневно)
- 19а Вокзал → Парк "Фестивальный" → Солнечная (ежедневно, дополнительный)
- 19д Солнечная — Троллейбусное депо № 1 (ежедневно, следует из/в депо № 1)
- 20 Солнечная — «САЛЕО-Гомель» (ежедневно, через Советскую улицу, площади Ленина, Интернациональную, Барыкина и Речицкому проспекту)
- 21 Волотова — Завод самоходных комбайнов (будни)
- 22 Химзавод → Вокзал (выходные)
- 23 Волотова — Химзавод (будни)
- 24 Волотова — Солнечная (ежедневно)
- 25 Микрорайон «Клёнковский» — Солнечная (будни)
- 26 Вокзал — пос. Новая Жизнь (ежедневно)
- 27 Микрорайон «Клёнковский» — Солнечная (выходные, через проспект Октября. Самый длинный маршрут)[22]
- 28 Вокзал — Микрорайон «Любенский» (ежедневно, самый новый маршрут)[23]
- 100 Вокзал — Троллейбусное депо № 1 (с маршрутов 1, 4, 26, следует из/в депо, дополнительный)
- 101 «САЛЕО-Гомель» — Троллейбусное депо № 1 (с маршрута № 10, следует из/в депо, дополнительный)
- 103 Микрорайон «Южный» — Троллейбусное депо № 1 (с маршрута № 5, следует из/в депо, дополнительный)
- 104 Микрорайон «Южный» — Троллейбусное депо № 2 (с маршрута № 5, следует из/в депо, дополнительный)
- 105 Крышталь — Троллейбусное депо № 1 (с маршрута № 3, следует из/в депо, дополнительный)
- 134 Технический университет — Троллейбусное депо № 1 (с маршрута № 2, следует из/в депо № 1, дополнительный)
- 139 Улица Оранжерейная — Троллейбусное депо № 1 (с маршрута № 1, из/в депо № 1)
- 141 Микрорайон «Любенский» — Троллейбусное депо № 1 (с маршрута № 28, из/в депо № 1[24]
- 142 Микрорайон «Любенский» — Троллейбусное депо № 2 (с маршрута № 28, из/в депо № 2)[25]

Характеристика маршрутной троллейбусной сети Гомеля:
| Количество троллейбусных маршрутов                 | 34            |
| Количество дополнительных троллейбусных маршрутов  | 17            |
| Самый длинный маршрут № 27                         | (35,95 км ↑↓) |
| Самый короткий маршрут № 28                        | (14,09 км ↑↓) |
| Протяжённость уличной сети с транспортными линиями | 72,8          |
| Протяжённость троллейбусных маршрутов              | 756,12 км ↑↓  |
| Маршрутный коэффициент                             | 3,23          |
| Средняя длина маршрута                             | 20,2 км       |
| Средняя длина пассажиропоездки                     | 3,6 км        |
| Средняя эксплуатационная скорость                  | 17,4 км/ч     |
| Количество остановочных пунктов                    | 292           |
| Количество диспетчерских пунктов                   | 11            |

## Оплата проезда
Для оплаты проезда в гомельских троллейбусах используется разовый билет с водяными знаками, после компостирования дающий право одной поездки, либо проездной билет. Введены различные тарифы на разовые билеты: при покупке в киосках КУП «Горэлектротранспорт» — 90 копеек, при покупке у водителя троллейбуса — 95 копеек. Пассажир без проездного билета или не закомпостировавший разовый билет на протяжении одной остановки после входа в салон троллейбуса подвергается штрафу в размере 0,5 базовой величины. Идентификация талона контролирующими лицами производится по рисунку компостера, изменяющегося в каждом троллейбусе каждую неделю.
С 1 сентября по конец октября 2017 года в троллейбусах маршрута № 25 «Микрорайон Клёнковский — Солнечная» временно появлялись кондукторы.
Отличительная особенность гомельских троллейбусов — наличие электромеханических компостеров. Достаточно вставить талон в компостер и нажать на кнопку. Внутри компостера срабатывает электромагнит, с помощью которого опускаются металлические штыри, формирующие рисунок на билете. При проверке оплаты проезда представителями контрольно-ревизорской службы водитель с рабочего места принудительно отключает питание компостера, и пробить талон невозможно. Однако некоторые новые модели оснащены обычными компостерами.
Также с 15 февраля 2020 года можно оплатить с QR-код системой «Оплати. Транспорт».